# Crempog
La crempog (pluriel : crempogau) est une crêpe galloise à base de farine, de babeurre, d'œufs, de vinaigre et de beurre salé. Traditionnellement préparée sur des bakestones ou des grilles, la crempog est l'une des plus anciennes recettes du pays de Galles. Elle est également connue sous le nom de ffroes, pancos et cramoth. Cette crêpe est normalement servie en pile épaisse et tartinée de beurre. Elle est traditionnellement offerte lors de célébrations au pays de Galles, comme le Mardi gras et les anniversaires.

## Nom
La crempog a ses origines dans la langue galloise, mais est similaire au mot breton krampouezh, qui est également un type de crêpe,. Des comparaisons sont souvent établies entre les deux langues celtiques qui partagent des ancêtres dans la langue brittonique, bien que la crempog soit moins délicate que le krampouezh et soit aujourd'hui plus proche d'un pancake que d'une crêpe,.
Le mot anglais crumpet peut être dérivé de la crempog ou du cornique krampoeth,.

## Préparation
Pour la recette standard de la crempog, le beurre est fondu dans du babeurre chaud, puis versé dans un puits de farine et battu. Le mélange est censé reposer pendant quelques heures. Un second mélange est fait à partir de sucre, de bicarbonate de soude, de vinaigre et d'œufs battus. Les mélanges sont ensuite combinés pour obtenir une pâte à frire lisse et dense.
La pâte épaisse est versée sur une pierre réfractaire ou une plaque de cuisson chaude, à feu modéré. La crempog est cuite jusqu'à ce qu'elle soit dorée des deux côtés et servie en pile avec du beurre étalé sur chaque crêpe.